# Jan Kubarski
Jan Antoni Kubarski (ur. 26 grudnia 1950 w Łodzi, zm. 8 czerwca 2013 w Łodzi) – polski matematyk, prof. dr hab. nauk matematycznych, specjalista w zakresie geometrii, geometrii różniczkowej i topologii różniczkowej, profesor nadzwyczajny oraz prodziekan ds. nauki Wydziału Fizyki Technicznej, Informatyki i Matematyki Stosowanej Politechniki Łódzkiej.

## Życiorys
W 1974 ukończył studia matematyczne na Uniwersytecie Łódzkim. Następnie przez 3 lata był doktorantem w Instytucie Matematycznym Polskiej Akademii Nauk. W 1977 obronił tam doktorat pod kierunkiem Włodzimierza Waliszewskiego. Doktorem habilitowanym został w 1993, broniąc na Wydziale Matematyki, Fizyki i Chemii Uniwersytetu Łódzkiego rozprawę The Chern-Weil homomorfizm of regular Lie algebroids. 21 grudnia 2007 otrzymał tytuł naukowy profesora.
Od 1977 pracował na Politechnice Łódzkiej. Od 1999 do 2002 był tam prodziekanem ds. nauki na Wydziale Fizyki Technicznej, Informatyki i Matematyki Stosowanej. Także od 1977 należał do Polskiego Towarzystwa Matematycznego. Miał za sobą okresy pracy w IM PAN, na Politechnice Częstochowskiej i w Państwowej Wyższej Szkole Zawodowej w Płocku. Był autorem około 40 prac naukowych. Wypromował trzech doktorów. Był także organizatorem i współorganizatorem około 10 międzynarodowych konferencji naukowych. Był odznaczony Srebrnym Krzyżem Zasługi (2010). 
Ojciec Elizy Kubarskiej, artystki, alpinistki i reżyserki filmów dokumentalnych ("Badjao. Duchy z Morza", "K2. Dotknąć Nieba", "Ściana Cieni")  szeroko nagradzanych na festiwalach całego świata.
Zmarł 8 czerwca 2013. Pogrzeb odbył się 14 czerwca na cmentarzu Zarzew w Łodzi.

## Wybrana bibliografia autorska
- Wprowadzenie do analizy matematycznej. Wybrane i rozszerzone działy matematyki szkolnej (Wydawnictwo Politechniki Łódzkiej; Łódź 1995; s. 151, 1995) Jan Kubarski i Jacek Rogowski.